# ربیع بن یاقوت
ربیع بن یاقوت بن جوهر النعیمی؛ زادهٔ ۱۹۲۸) شاعر اهل امارات متحده عربی است.
او اشعاری دربارهٔ فلسطین و جنگ داخلی لبنان سروده‌است.
از معروف‌ترین شعرهای او می‌توان به قصیده علموها الرقص والغنا اشاره کرد.
او یکی از برجسته‌ترین شاعران شعر عامه در امارات متحده عربی محسوب می‌شود.